# Dorcadion cephalotes
Dorcadion cephalotes es una especie de escarabajo longicornio de la subfamilia Lamiinae. Fue descrita científicamente por Jakovlev en 1889.
Se distribuye por China y Kazajistán. Mide 17-24 milímetros de longitud. El período de vuelo ocurre en los meses de abril, mayo, junio y julio.